# 新垣吉光
新垣 吉光（あらがき よしみつ、1949年（昭和24年）8月14日 - 2002年（平成14年））は、昭和時代のボクサー。

## 経歴・人物
日本大学在学中に、1972年の夏季オリンピックで男子のライトフライ級に出場し、1回戦で敗退した。

## 親族
- 長男：新垣克彦（プロボクサー）[1]
- 次男：新垣亘司（プロボクサー）[1]